# Dolichandrone
Dolichandrone é um género botânico pertencente à família Bignoniaceae.

## Sinonímia
Pongelia

## Espécies
Apresenta 10 espécies:
- Dolichandrone alba (Sim) Sprague
- Dolichandrone alternifolia (R.Br.) Seem.
- Dolichandrone arcuata (Wight) C.B.Clarke
- Dolichandrone atrovirens (Roth) K.Schum.
- Dolichandrone columnaris Santisuk
- Dolichandrone falcata (Wall. ex DC.) Seem.
- Dolichandrone filiformis (DC.) Fenzl ex F.Muell.
- Dolichandrone heterophylla (R.Br.) F.Muell.
- Dolichandrone serrulata (Wall. ex DC.) Seem.
- Dolichandrone spathacea (L.f.) Seem.